# Hayati
Hayati ist ein türkischer männlicher Vorname arabischer Herkunft. Hayati hat umgangssprachlich die Bedeutung „lebenswichtig“.

## Namensträger
- Hayati Boyacıoğlu (* 1960), deutsch-türkischer Karikaturist, Theaterautor und Journalist
- Hayati Özkan (1907–†), türkischer Fußballspieler
- Hayati Palancı (* 1967), türkischer Fußballspieler und -trainer
- Hayati Savaşcı (1915–1980), türkischer General
- Hayati Yazıcı (* 1952), türkischer Jurist und Politiker

## Weiteres
- Hayati Önel Verlag, Kölner Verlag